# Dikson
Dikson é uma pequena localidade portuária situada no raion de Taymyrsky Dolgano-Nenetsky, no krai de Krasnoyarsk, no norte da Rússia, às margens do Oceano Ártico. Ela é conhecida por ter o porto mais setentrional da Federação Russa. Situa-se no Krai de Krasnoyarsk. Sua população era de 319 pessoas em 2021.